# Солбері Тауншип (округ Бакс, Пенсільванія)
Солбері Тауншип (англ. Solebury Township) — селище (англ. township) в США, в окрузі Бакс штату Пенсільванія. Населення — 8709 осіб (2020).

### Клімат
| Клімат : Солбері Тауншип     | Клімат : Солбері Тауншип | Клімат : Солбері Тауншип | Клімат : Солбері Тауншип | Клімат : Солбері Тауншип | Клімат : Солбері Тауншип | Клімат : Солбері Тауншип | Клімат : Солбері Тауншип | Клімат : Солбері Тауншип | Клімат : Солбері Тауншип | Клімат : Солбері Тауншип | Клімат : Солбері Тауншип | Клімат : Солбері Тауншип | Клімат : Солбері Тауншип |
| Показник                     | Січ.                     | Лют.                     | Бер.                     | Квіт.                    | Трав.                    | Черв.                    | Лип.                     | Серп.                    | Вер.                     | Жовт.                    | Лист.                    | Груд.                    | Рік                      |
| Середній максимум, °C        | 3,8                      | 5,8                      | 10,4                     | 17,1                     | 22,6                     | 27,6                     | 29,9                     | 28,9                     | 25,1                     | 18,7                     | 12,6                     | 6,3                      | 17,4                     |
| Середня температура, °C      | −1                       | 0,6                      | 4,8                      | 10,8                     | 16,2                     | 21,3                     | 23,9                     | 23,0                     | 18,9                     | 12,4                     | 7,1                      | 1,6                      | 11,7                     |
| Середній мінімум, °C         | −5,8                     | −4,5                     | −0,8                     | 4,6                      | 9,8                      | 15,2                     | 17,9                     | 17,1                     | 12,8                     | 6,2                      | 1,6                      | −3,1                     | 5,9                      |
| Норма опадів, мм             | 88                       | 70                       | 104                      | 103                      | 109                      | 114                      | 130                      | 102                      | 113                      | 104                      | 95                       | 105                      | 1236                     |
| Вологість повітря, %         | 66.8                     | 63.1                     | 59.0                     | 58.0                     | 62.3                     | 67.2                     | 67.2                     | 69.7                     | 70.9                     | 69.9                     | 68.6                     | 68.3                     | 65.9                     |
| ---------------------------- | ------------------------ | ------------------------ | ------------------------ | ------------------------ | ------------------------ | ------------------------ | ------------------------ | ------------------------ | ------------------------ | ------------------------ | ------------------------ | ------------------------ | ------------------------ |
| Джерело: PRISM Climate Group |                          |                          |                          |                          |                          |                          |                          |                          |                          |                          |                          |                          |                          |

## Демографія
Згідно з переписом 2010 року, в селищі мешкали 8692 особи в 3461 домогосподарстві у складі 2474 родин. Було 3747 помешкань.
Расовий склад населення:
| - 94,3 % — білих - 2,9 % — азіатів - 0,9 % — чорних або афроамериканців - 0,1 % — вихідців з тихоокеанських островів |

До двох чи більше рас належало 1,1 %. Частка іспанськомовних становила 2,7 % від усіх жителів.
За віковим діапазоном населення розподілялося таким чином: 21,3 % — особи, молодші 18 років, 62,0 % — особи у віці 18—64 років, 16,7 % — особи у віці 65 років та старші. Медіана віку мешканця становила 48,9 року. На 100 осіб жіночої статі у селищі припадало 103,1 чоловіків;  на 100 жінок у віці від 18 років та старших — 102,1 чоловіків також старших 18 років.
Середній дохід на одне домашнє господарство  становив 168 414 долари США (медіана — 122 738), а середній дохід на одну сім'ю — 196 896 доларів (медіана — 152 714). За межею бідності перебувало 3,3 % осіб, у тому числі 1,9 % дітей у віці до 18 років та 1,5 % осіб у віці 65 років та старших.
Цивільне працевлаштоване населення становило 4722 особи. Основні галузі зайнятості: науковці, спеціалісти, менеджери — 21,5 %, освіта, охорона здоров'я та соціальна допомога — 16,4 %, виробництво — 16,1 %.